# Nyala (Soudan)
Pour les articles homonymes, voir Nyala (homonymie).
Nyala (en arabe : نيالا Niyālā) est une ville de l'ouest du Soudan. Elle est la capitale de l'État du Darfour du Sud (ou Darfour méridional). Sa population est estimée à plus de 510 000 habitants en 2008.

## Histoire
- Bataille de Nyala, entre les forces de soutien rapide (FSR) et les forces armées soudanaises en 2023.

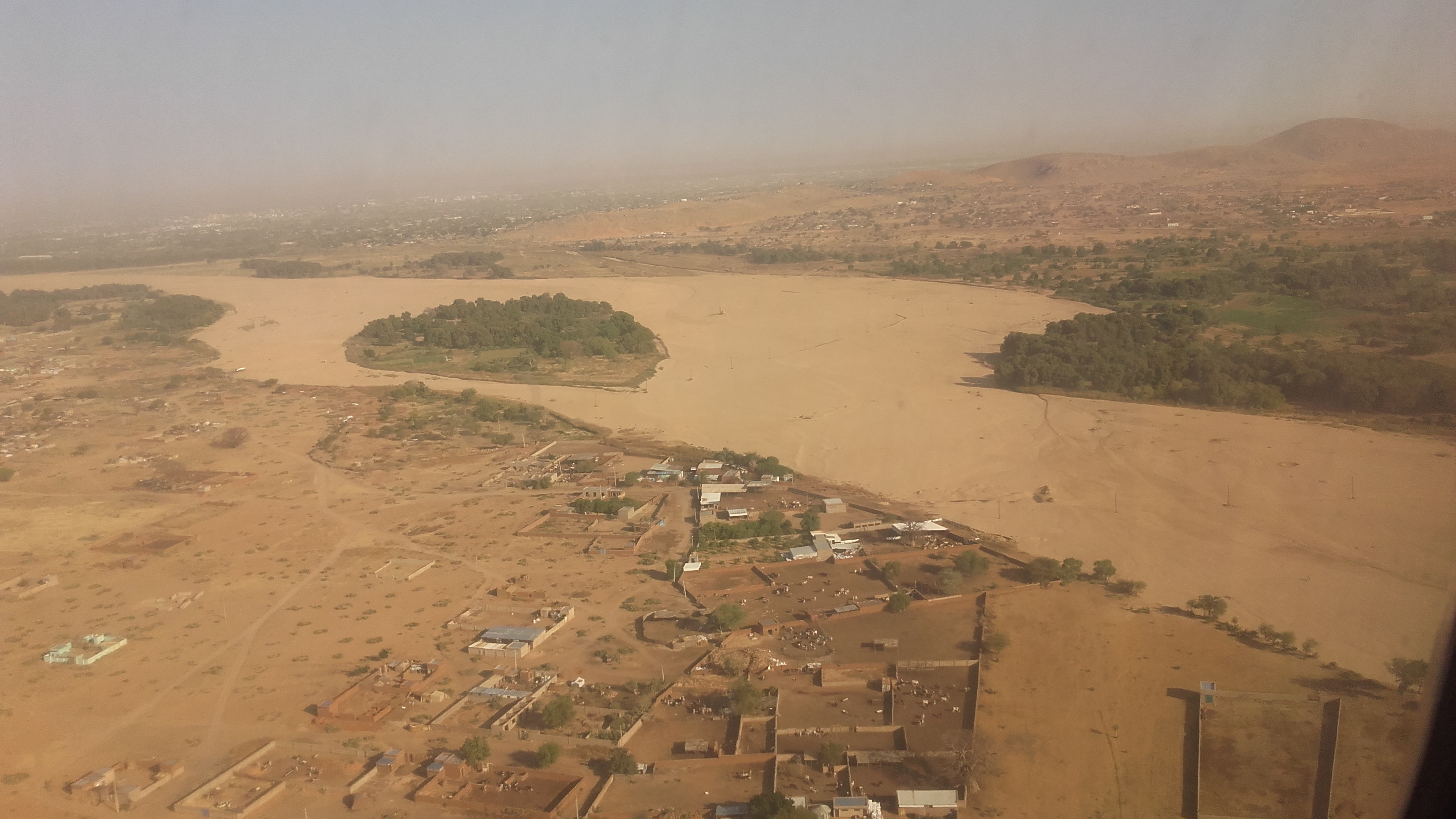
Panorama sur la vallée depuis Nyala.